# شوكيات الذيل
شوكيات الذيل (الاسم العلمي:Spinicaudata) هي رتيبة من الحيوانات تتبع رتبة مضاعفات الدرقة من طائفة غلصميات الأرجل.

## التصنيف
- رتيبة شوكيات الذيل
  - فصيلة القيازق
    - جنس القيزيق